# Castrol
Castrol è un'azienda britannica di lubrificanti industriali e per autoveicoli comprendente una vasta gamma di oli, grassi e prodotti simili per la maggior parte delle applicazioni di lubrificazione. Dal 2000 il marchio Castrol è parte del gruppo BP, ma ha mantenuto la sua identità separata.

## Storia
L'azienda fu fondata nel 1899 da Charles Wakefield, già impiegato alla Vacuum Oil, con il nome di CC Wakefield & Company.
L'azienda produsse lubrificanti industriali per circa 10 anni, prima di introdurre, nel 1909, un prodotto innovativo che ne avrebbe cambiato le sorti. Particolarità del nuovo ritrovato della Wakefield era infatti l'aggiunta di olio di ricino, che permetteva un migliore utilizzo a temperature elevate. Dall'inglese "castor oil" (olio di ricino, appunto), il prodotto venne chiamato Castrol.
La società produceva in quegli anni lubrificanti per aerei, e successivamente si allargò al campo automobilistico e delle competizioni motoristiche.
Nel 1919 fu aperta la prima filiale estera, in India, e nel 1921 la compagnia sbarcò in Europa con l'apertura di una sede in Svizzera.
Nel 1960 la società fu ribattezzata Castrol Ltd. Nel 1966 la Burmah Oil Company acquistò l'azienda; nel 2000 il gruppo Burmah-Castrol venne infine acquistato dalla BP.